# Sebastidae
Famille
Les Sebastidae sont une famille de poissons de l'ordre des Scorpaeniformes.

## Liste des genres
Selon World Register of Marine Species (22 janvier 2017) :
- sous-famille Sebastinae Kaup, 1873
  - genre Helicolenus Goode & Bean, 1896
  - genre Hozukius Matsubara, 1934
  - genre Sebastes Cuvier, 1829
  - genre Sebastiscus Jordan & Starks, 1904
- sous-famille Sebastolobinae Matsubara, 1943
  - genre Adelosebastes Eschmeyer, Abe & Nakano, 1979
  - genre Sebastolobus Gill, 1881
  - genre Trachyscorpia Ginsburg, 1953

Cette famille n'est pas reconnue par ITIS (22 janvier 2017).

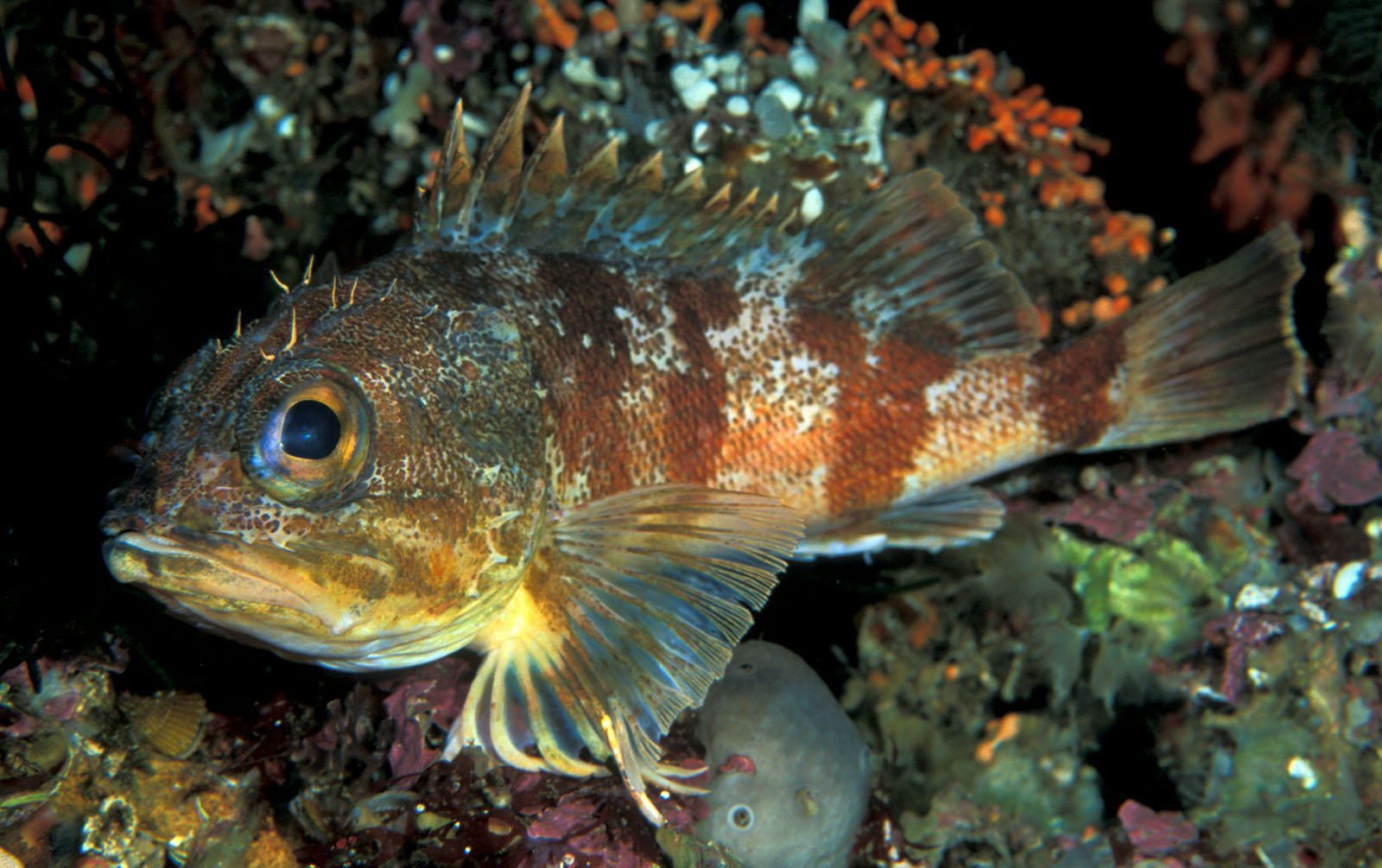
Helicolenus percoides
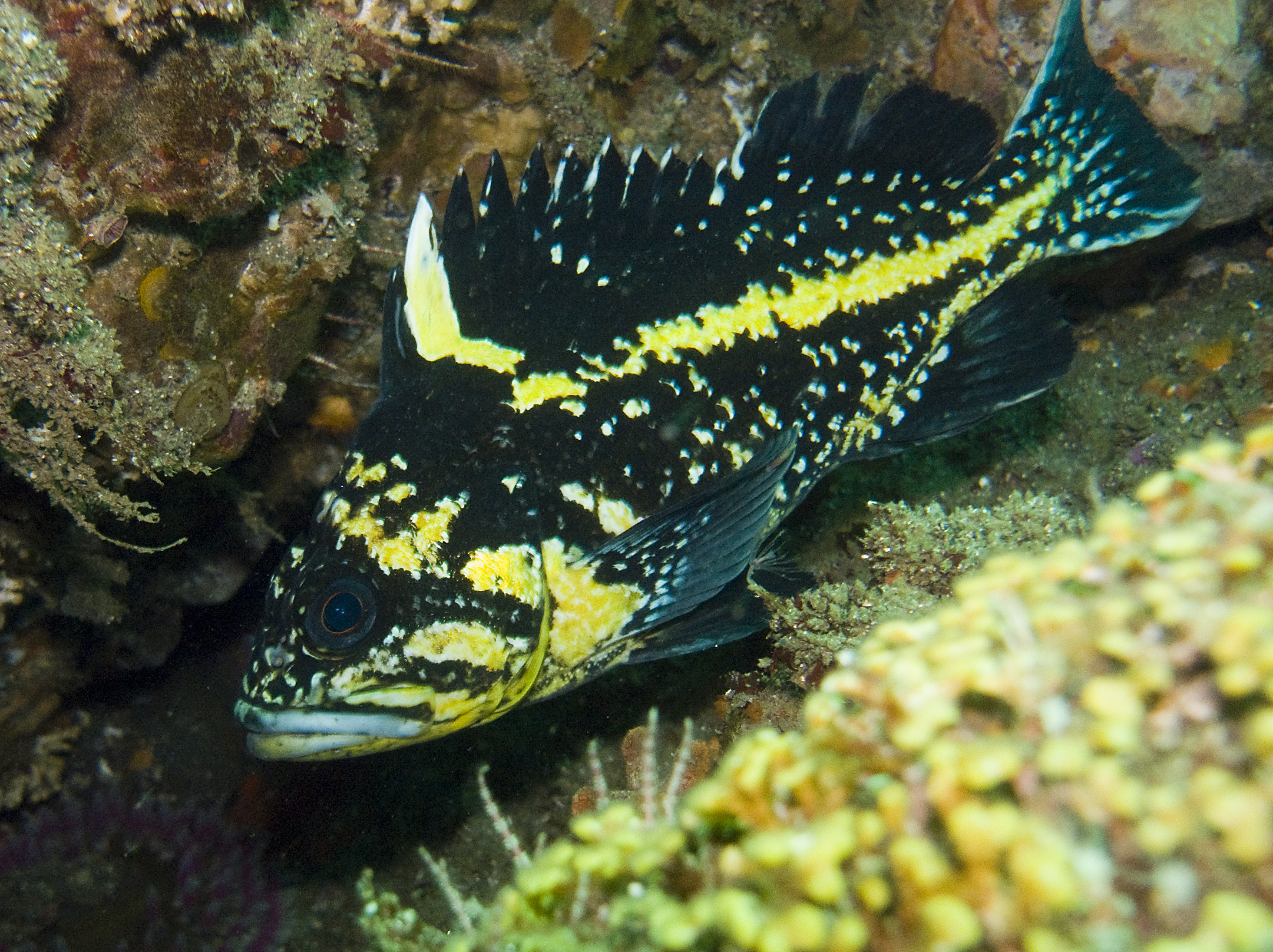
Sebastes nebulosus
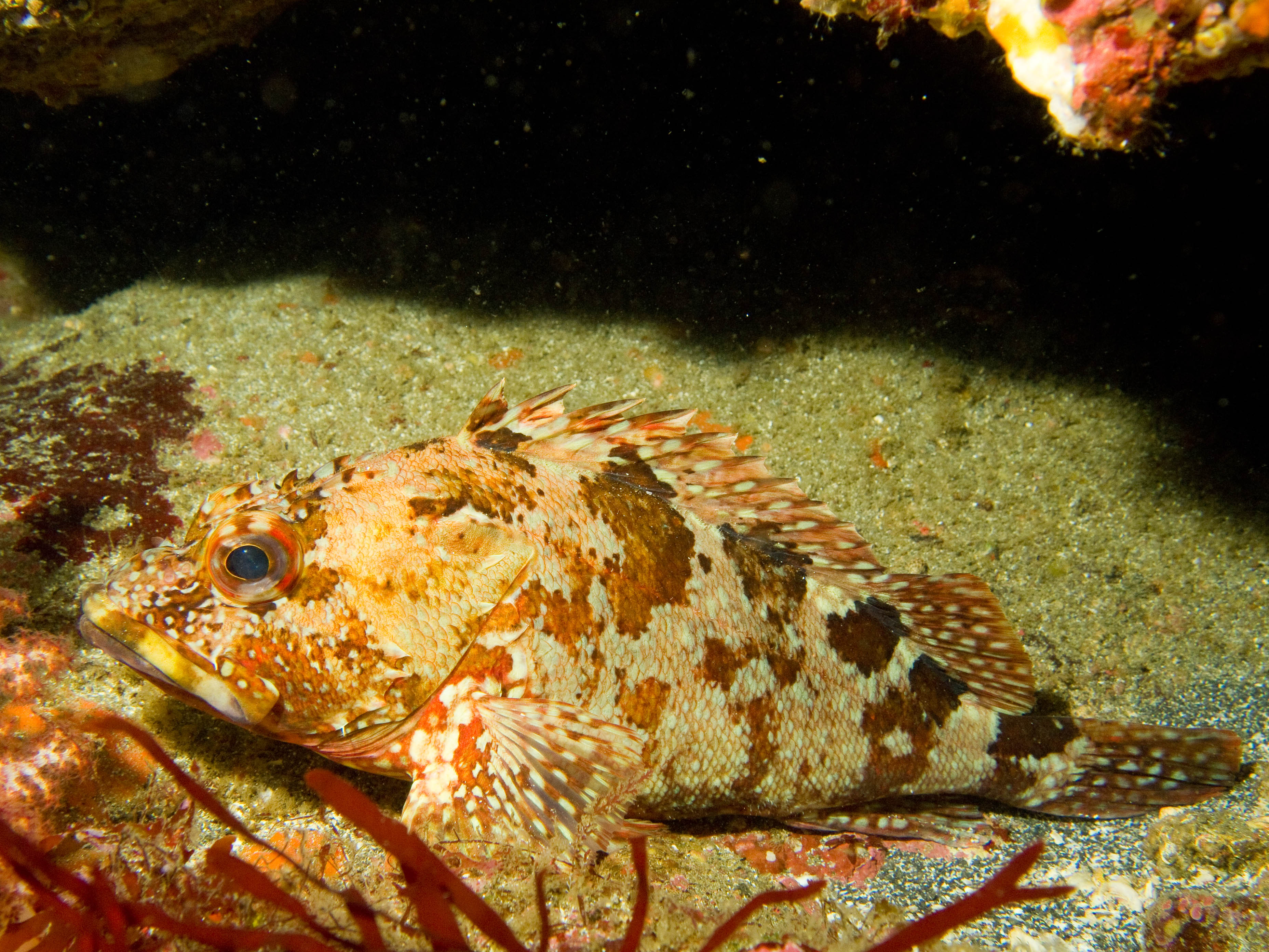
Sebastiscus marmoratus
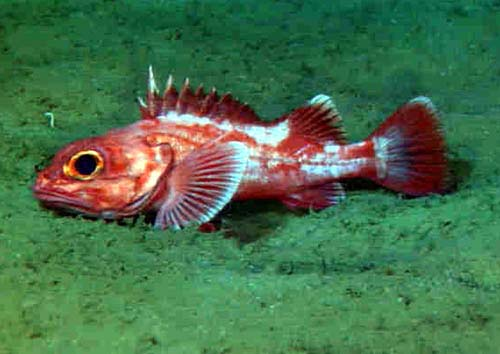
Sebastolobus altivelis
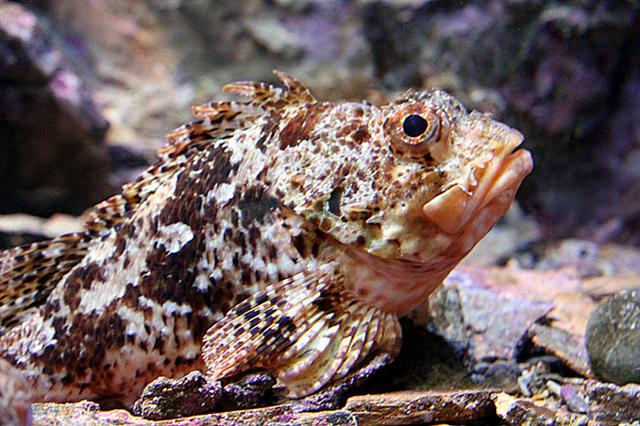
Trachyscorpia cristulata